# Viva Air Colombia
Viva Air Colombia (bis 2018 VivaColombia) ist der Markenname der Fast Colombia S.A.S. und war eine kolumbianische Billigfluggesellschaft mit Sitz in Rionegro und Basis auf dem Flughafen Medellín-Rionegro. Die Fluggesellschaft war ein Schwesterunternehmen der peruanischen Fluggesellschaft Viva Air Perú und Teil der Grupo Viva. Diese war ein Gemeinschaftsunternehmen der Irelandia Aviation Group, die bereits Airlines wie Ryanair, Allegiant Air und Tigerair gegründet hat, sowie dem mexikanischen Busunternehmen Grupo IAMSA.

## Geschichte
VivaColombia wurde im Jahr 2008 von William Shaw in Zusammenarbeit mit der Stanford University, dem mexikanischen Busunternehmen IAMSA (Viva Aerobus), der kolumbianischen Grupo Bolívar und der Irelandia Aviation der Familie Ryan gegründet.
Am 25. Mai 2012 führte die Fluggesellschaft als VivaColombia ihren ersten Flug durch. Im Jahr 2016 wurde über 3,4 Millionen Passagiere befördert. Mit Viva Air Perú wurde 2016 ein Schwesterunternehmen in Peru gegründet.
Im April 2018 änderte sie ihren Namen von VivaColombia in Viva Air Colombia.
Am 29. April 2022 wurde bekannt gegeben, dass Avianca die Fluggesellschaft übernehmen will.
Im Februar 2023 meldete die Fluggesellschaft Insolvenz an. Die chilenische Billigfluggesellschaft JetSmart machte ein Übernahmeangebot für das Unternehmen. Am 27. Februar 2023 stellte die Fluggesellschaft ihren Betrieb ein.
Am 22. März 2023 genehmigte die kolumbianische Luftfahrtbehörde Aerocivil die Übernahme durch Avianca. Am 14. Mai 2023 wurde bekannt gegeben, dass Avianca die Übernahme wegen der strengen Bedingungen von Aerocivil abgesagt hat. Wenige Stunden danach erklärte Viva Air, dass man sich nicht in der Lage befände, um den Betrieb weiterzuführen.

## Flotte
Mit Stand Mai 2023 bestand die Flotte der Viva Air Colombia aus zehn Flugzeugen mit einem Durchschnittsalter von 2,1 Jahren:
| Flugzeugtyp    | Anzahl | bestellt | Anmerkungen | Sitzplätze | Durchschnittsalter |
| -------------- | ------ | -------- | ----------- | ---------- | ------------------ |
| Airbus A320neo | 10     |          |             | 188        | 2,1 Jahre          |
| Gesamt         | 10     |          |             |            | 2,1 Jahre          |

### Ehemalige Sonderbemalungen
| Bemalung                 | Flugzeugtyp     | Luftfahrzeugkennzeichen | Zeitraum          |
| ------------------------ | --------------- | ----------------------- | ----------------- |
| Breast Cancer Prevention | Airbus A320-200 | HK-5273                 | seit Oktober 2018 |

### Ehemalige Flugzeugtypen
- Airbus A320-200